# Mimosa vellosiella
Mimosa vellosiella är en ärtväxtart som beskrevs av Wilhelm Franz Herter. Mimosa vellosiella ingår i släktet mimosor, och familjen ärtväxter.

## Underarter
Arten delas in i följande underarter:
- M. v. pubescens
- M. v. vellosiella